# Man’usze
Man’usze (arab. ‏المنقوشة‎ trb. Al-Mnkusza trl. āl-mnqūšť), l. mn. mana’isz (arab. ‏مناقيش‎ trb. mnakisz trl. mnāqīš) – tradycyjna bliskowschodnia potrawa charakterystyczna dla kuchni lewantyńskiej, mająca formę płaskiego placka przypominającego pizzę, najczęściej podawanego z mieszanką ziół zwaną zatar.
W grudniu 2023 roku podczas odbywającej się w Kasane 18. sesji Międzyrządowego Komitetu ds. Ochrony Niematerialnego Dziedzictwa Kulturowego man’usze jako symboliczną praktykę kulinarną w Libanie wpisano na listę reprezentatywną niematerialnego dziedzictwa kulturowego UNESCO.

## Charakterystyka
Man’usze jest popularnym daniem jedzonym na śniadanie w Libanie, Syrii, Jordanii i Palestynie. Może stanowić również przystawkę do pikantnych potraw nadziewanych serem, mięsem lub szpinakiem. Placki przygotowywane są zarówno w domach (wówczas głównie przez gospodynie), jak również sprzedaje się je w małych piekarniach zwanych furn oraz na straganach i w kioskach na targowiskach.
Ciasto drożdżowe na man’usze wyrabia się ręcznie, spłaszcza i rozciąga opuszkami palców, formując cienki placek zagłębiony w środku, aby zapobiec spływaniu składników. W najbardziej klasycznym wariancie ciasto pokrywa się zatarem – charakterystyczną dla kuchni libańskiej aromatyczną mieszanką tymianku, oregano, majeranku, sumaka, prażonego sezamu, soli i oliwy z oliwek. Przygotowywaniu ciasta towarzyszą modły o jego wyrośnięcie – muzułmanie recytują początek sury Al-Fatihy, zaś chrześcijanie odmawiają kilka modlitw i wykonują znak krzyża, zanim pozwolą ciastu odpocząć.
Ciasto piecze się w piecach stalowych (sadż, arab. ‏صاج‎), cylindrycznych piecach z cegły i gliny (tanur, arab. ‏تنور‎), otwartych piecach z gliny i słomy (tabun, arab. ‏طابون‎) oraz piecach gazowych lub opalanych drewnem. Po wypieczeniu często do mana’isz dodaje się świeże pomidory, ogórki, oliwki, cebulę czy liście mięty. Oprócz warzyw popularnymi dodatkami są dostępne w Libanie sery – labne (arab. ‏لبنة‎), akawi (arab. ‏عكاوي‎), kaszkawan (arab. ‏قشقوان‎) lub zwykły twaróg – oraz kaszk (arab. ‏كشك‎), czyli rodzaj wysuszonego jogurtu zmieszanego z kaszą bulgur lub ziarnami zbóż. Istnieje też wersja man’usze z mięsem nosząca nazwę lahm bi-ma’ażin (arab. ‏لحم بعجين‎), od której pochodzi nazwa tureckiej potrawy lahmacun. Po uzupełnieniu o dodatki mana’isz składane są na pół i podawane do spożycia.
Tradycja wypiekania mana’isz przekazywana jest głównie z pokolenia na pokolenie w rodzinach. Wszyscy domownicy biorą udział w przygotowywaniu potrawy, a podział obowiązków jest ściśle określony. Man’usze stanowi czynnik integrujący społeczeństwo w Libanie oraz innych krajach Lewantu, gdyż jest ważnym elementem tradycyjnych porannych spotkań sobhhiyé.